# البيادنة لربيان (أولاد سيدي مفتاح)
البيادنة لربيان هو دُوَّار يقع بجماعة سيدي عبد الله، إقليم الرحامنة، جهة مراكش آسفي في المملكة المغربية. ينتمي الدوّار لمشيخة أولاد سيدي مفتاح التي تضم 18 دوار. يقدر عدد سكانه بـ 481 نسمة حسب الإحصاء الرسمي للسكان والسكنى لسنة 2004.

## روابط خارجية
- البوابة الوطنية للجماعات الترابية
- المندوبية السامية للتخطيط